# Ananás
Ananás är en kommun i Brasilien.   Den ligger i delstaten Tocantins, i den centrala delen av landet, 1 100 km norr om huvudstaden Brasília. Antalet invånare är 9 873.
Omgivningarna runt Ananás är huvudsakligen savann. Runt Ananás är det mycket glesbefolkat, med 7 invånare per kvadratkilometer.